# Synagoge von Naro

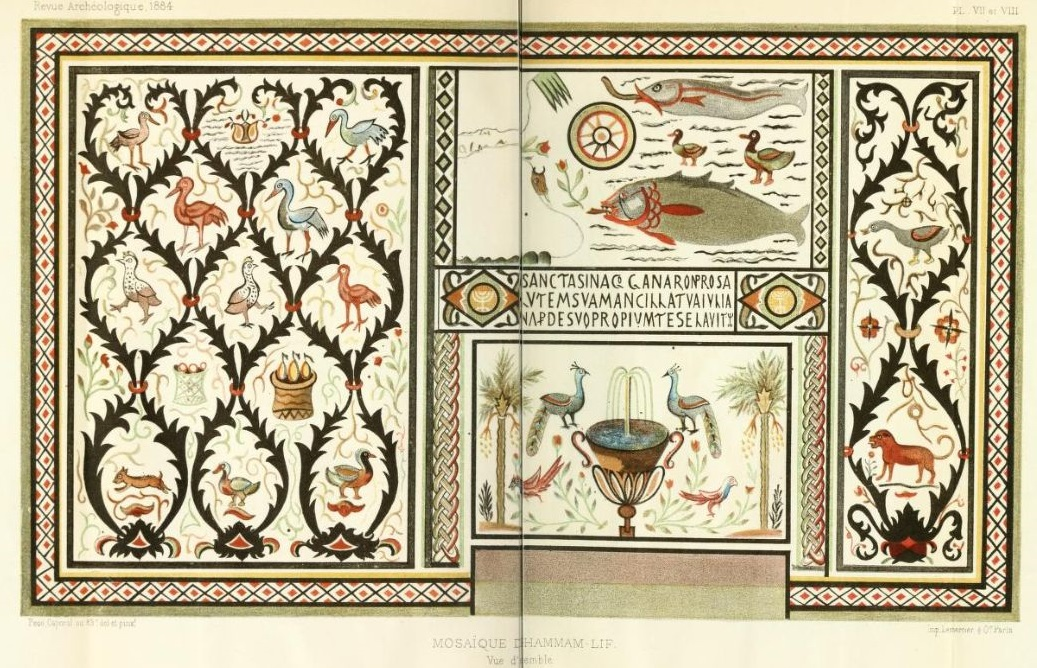
Aquarell des Mosaikfußbodens

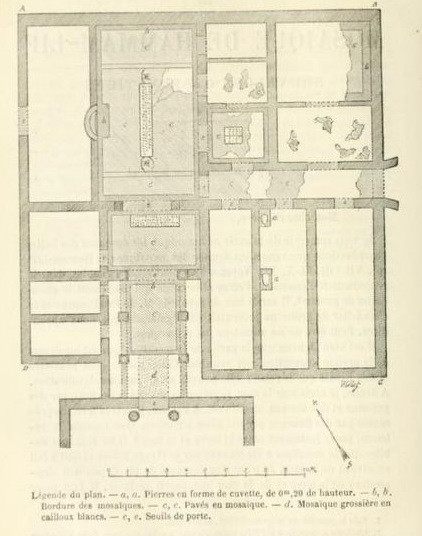
Grundriss der Synagoge

Die Synagoge von Naro im tunesischen Ort Hammam Lif war die erste antike Synagoge, die der Forschung bekannt wurde. Zuvor hatte man sich diese Gebäude wegen des Bilderverbots schlichter vorgestellt. Der nicht mehr auffindbare Bau gilt als die bedeutendste nordafrikanische Synagoge der byzantinischen Ära und wird meist als Synagoge von Hammam Lif bezeichnet.

## Auffindung
Im Jahr 1883 waren während des französischen Protektorats Soldaten in Hammam Lif stationiert; ihr Kapitän Ernest de Prudhomme gab einigen seiner Leute den Auftrag, den Hinterhof seines Hauses als Garten herzurichten. Dabei stießen sie am 17. Februar auf die Ruinen einer spätantiken Synagoge. Da es der erste derartige Fund war, glaubte man zunächst, es handle sich um eine Kirche.
Die Soldaten legten den Mosaikfußboden des Hauptgebäudes frei. Sein Aussehen wurde in Aquarellen festgehalten und publiziert. In der richtigen Erkenntnis, dass es einen Markt für Mosaiken mit Tier- und Pflanzenmotiven gab, ließ Prudhomme den Mosaikteppich in Bildfelder zerteilen, die er zunächst nach Toulouse zur Restaurierung schickte und dann einzeln an Museen und private Sammler verkaufte. Weitere Räume der Synagoge waren gleichfalls mit Mosaiken ausgeschmückt, die nicht dokumentiert wurden und verloren sind.
Das Brooklyn Museum erwarb 1905 eine Gruppe von 21 Mosaikpaneelen; 13 davon können dem Fußbodenmosaik des Hauptraums zugeordnet werden. Die übrigen unterscheiden sich in ihrer Ausführung und ihren Motiven hiervon, es wird aber erwogen, ob sie aus den Nebenräumen der Synagoge stammen.

## Synagoge
Die Synagoge, für die Datierungen zwischen dem 4. und dem 6. Jahrhundert vorgeschlagen werden, befand sich in einem Villenkomplex und war ein Bauensemble aus insgesamt 16 Räumen. Sie ähnelt damit der Synagoge von Dura Europos, bzw. sie glich im Grundriss einem antiken Wohnhaus mit einer Grundfläche von etwa 22 × 20 Metern. Der Hauptzugang erfolgte von Süden durch ein von zwei Säulen akzentuiertes Portal. Der Besucher trat zunächst in ein Atrium mit einem mosaikverkleideten Impluvium. Auf der gegenüberliegenden Seite befand sich ein Eingangsraum, geschmückt durch ein Mosaik mit der Stifterinschrift des Synagogenvorstehers. Durch diesen Raum erfolgte der Zutritt in den eigentlichen Gottesdienstraum. Dieser zentrale Raum war 5,25 Meter breit und 9 Meter lang. Er besaß eine Apsis in der Mitte der westlichen Längswand.  
Östlich vom Hauptraum und mit Zugang zu diesem befand sich ein Nebenraum mit einer Inschrift, die die instrumenta der Synagoge erwähnt und von Motiven ähnlich Buchrollen umgeben ist, dabei könnte es sich um den Aufbewahrungsraum für die Torarollen gehandelt haben.

## Mosaikfußboden des Hauptraums

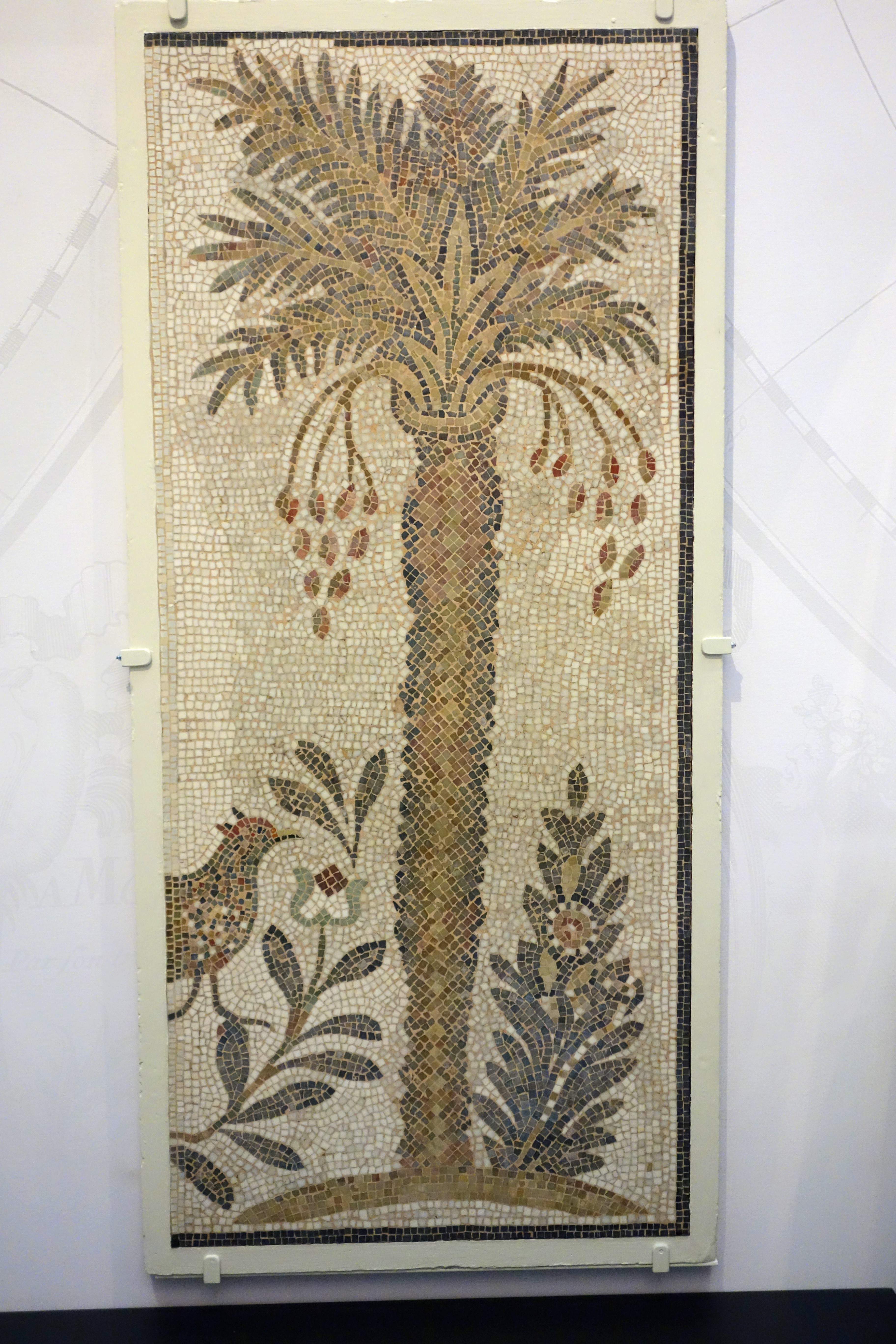
Dattelpalme, erhaltenes Fragment des Mosaikteppichs (Brooklyn Museum)

Stifterinschrift der Juliana (Bardo Museum, Tunis)

Der Mosaikfußboden lässt sich in mehrere Segmente teilen. Ein großer Mosaikteppich auf der linken Seite zeigt zwölf Medaillons, die meist Vögel und Fruchtkörbe darstellen und von Akanthusranken gerahmt werden. Ähnlich ist ein schmalrechteckiger Mosaikteppich auf der rechten Seite ausgeführt, der zwei Tiermotive (eine Gans und einen Löwen) enthält.
Das mittlere Segment des Mosaikteppichs hat das meiste Interesse auf sich gezogen. In seiner Mitte befindet sich eine lateinische Inschrift (siehe unten), flankiert von zwei Rauten, in denen eine Menora bzw. eine Menora zwischen Schofar und Etrog zu sehen ist. Darüber sind zwei große Fische dargestellt, den Raum zwischen den Fischen füllen kleine Wasservögel und ein Rad. Am linken Rand ist dieses Mosaikpanel beschädigt. Das Bildfeld unter der Inschrift ist symmetrisch aufgebaut mit einem Springbrunnen in der Mittelachse, auf dem zwei Pfauen sitzen; die Szene wird flankiert von zwei Palmbäumen. In den Zwischenräumen sind Blumen, Pflanzen und Vögel dargestellt. 
Während das Springbrunnen-Motiv meist als paradiesische Szene verstanden wird, gibt es für die großen Fische unterschiedliche Interpretationen. Fische könnten ein nordafrikanisches Glückssymbol gewesen sein, der Mosaikfußboden wäre dann hauptsächlich dekorativ gefüllt mit Motiven aus dem Repertoire, das die Mosaizisten auch für andere Auftraggeber im Angebot hatten. Andere sehen darin die mythischen Tiere Behemot und Leviatan, aus denen in der messianischen Zeit den Gerechten ein Festmahl zubereitet werden soll, also eine religiöse Thematik.
Die drei Inschriften-Panele befinden sich heute im Bardo-Museum in Tunis. Das Panel des Mosaiks im Eingangsflur nennt den Synagogenvorsteher als Stifter. Die lateinische Inschrift des Hauptmosaiks lautet: SANCTA SINAGOGA NARON PRO / SALUTEM SUAM ANCILLA TUA IULIA / NA P DE SUO PROPRIUM TESELAVIT. „Die heilige Synagoge von Naro hat für ihr Heil deine Magd Juliana, das Mädchen (?), auf ihre eigenen Kosten mit einem Mosaik ausgeschmückt.“